# Tricheops
Tricheops is een kevergeslacht uit de familie van de boktorren (Cerambycidae). De wetenschappelijke naam van het geslacht werd voor het eerst geldig gepubliceerd in 1838 door Newman.

## Soorten
Tricheops is monotypisch en omvat slechts de volgende soort:
- Tricheops ephippiger Newman, 1838